# Vaasa
Vaasa ou Vasa (finlandês: Vaasa, PRONÚNCIA; sueco: Vasa) é uma cidade e comuna da costa oeste da Finlândia, junto ao Golfo de Bótnia.
É conhecida pela sua atmosfera marítima e portuária, assim como pelo seu carácter bilingue finlandês e sueco.

Tem uma população de 70 361 (2024).
Pertence à região da Ostrobótnia (finlandês: Pohjanmaa, sueco: Österbotten), na costa oeste da Finlândia, junto ao estreito de Kvarken – o sítio mais estreito do Mar Báltico, separando a Finlândia da Suécia numa distância de apenas 80 km.
É uma cidade bilingue (tvåspråkig) com o finlandês como língua maioritária (majoritetsspråk).                                                                                                    66% da população fala finlandês como sua língua materna, e 23% utiliza o sueco como primeira língua.                                                                                                                           A cidade é um importante centro da cultura sueco-finlandesa.

## História
Vasa foi fundada em 1606 pelo rei Carlos IX e recebeu o estatuto de cidade em 1611. Seu nome se deve à dinastia sueca de Vasa. Foi completamente destruída por um incêndio em 1852 e reconstruída num novo local a 7 km mais perto da costa em 1862.

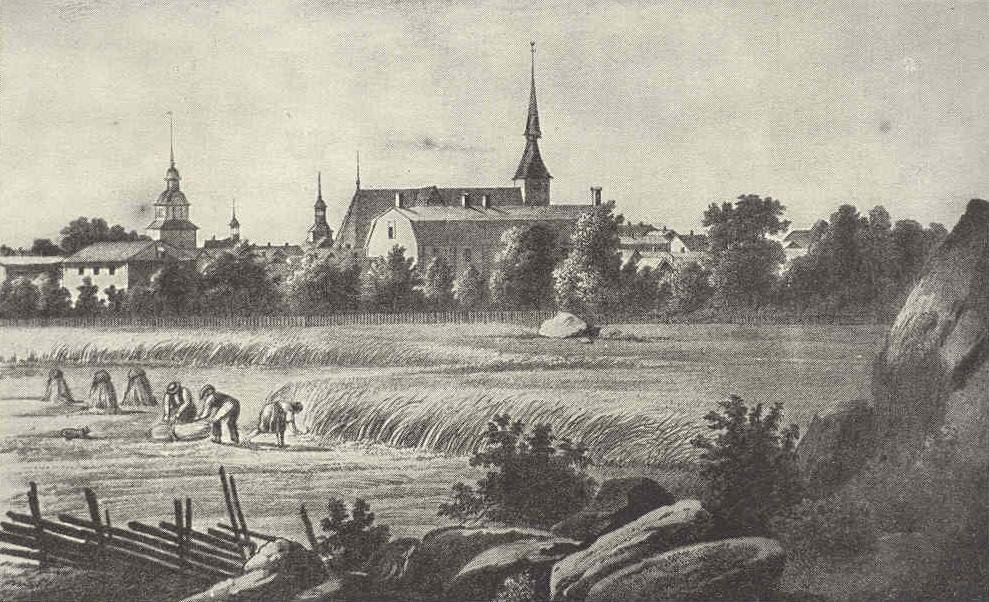
Vaasa em 1840.

A história de Korsholm (Mustasaari) e também de Vaasa começa no século XIV, quando exploradores da região desembarcaram na atual Vaasa. Na metade do século se construiu a Igreja de Santa Maria, e em 1370 o forte de Korsholm, o Crysseborgh, foi tomado e serviu como centro administrativo do Condado de Vaasa. O rei Carlos IX da Suécia fundou em 2 de outubro de 1606. Em 1611 foi rebatizado em honra a Casa Real de Vasa.
Graças a sua proximidade do mar e grande atividade comercial, Vaasa se converteu em um importante centro industrial no século XVII, ocasionando no crescimento da população.
Vaasa foi reconstruída cerca de sete quilômetros a noroeste de seu local original em 1862, após um incêndio que destruiu a cidade em 1852. A nova cidade foi planejada por Carl Axel Setterberg . As conseqüências desastrosas do fogo foram considerados como o projeto incluía cinco avenidas largas que dividiram a cidade em seções e cada bloco foi dividido por becos.

## Geografia
- Altitude: 6 metros.
- Latitude: 63º 06' N
- Longitude: 021º 36' E

## Educação
A cidade conta com várias instituições de ensino superior -  a Univerrsidade de Vaasa (finlandês: Vaasan yliopisto) e a Escola Superior de Economia Hanken (inglês: Hanken School of Economics, sueco: Svenska handelshögskolan).

## Património histórico, cultural e turístico
A cidade dispõe de um património turístico e cultural, onde pode ser destacado:

- Teatro da Cidade de Vaasa (finlandês: Vaasan kaupunginteatteri; teatro municipal de língua finlandesa; 1942)
- Teatro de Wasa (sueco: Wasa teater  ; teatro municipal de língua sueca; 1919)
- Museu da Ostrobótnia (finlandês: Pohjanmaan museo, sueco: Österbottens museum ; museu histórico de cultura, arte e ciência; 1896)

## Desporto
A cidade é sede do clube de futebol VPS, assim como do clube de hóquei no gelo Vasa Sport

## Pessoas Célebres
- Mikaela Ingberg
- Monica Aspelund
- Ami Aspelund